# Camí de la Capella (Pessonada)
El Camí de la Capella és un camí d'ús agrícola que discorre pel terme municipal de Conca de Dalt (a l'antic terme d'Hortoneda de la Conca), al Pallars Jussà, en territori del poble de Pessonada.
Arrenca de la Carretera de Pessonada molt a prop i al nord-oest de Pessonada, travessa la Plana, i després de fer un ample revolt per guanyar alçada, arriba a l'ermita de la Mare de Déu de la Plana en quasi un quilòmetre de recorregut ascendent.